# Pachyonomastus kittenbergeri
Pachyonomastus kittenbergeri är en spindelart som beskrevs av Lodovico di Caporiacco 1947. Pachyonomastus kittenbergeri ingår i släktet Pachyonomastus och familjen hoppspindlar. Inga underarter finns listade i Catalogue of Life.